# Lenguas yucaguiras
La familia de lenguas yucaguiras o lenguas yukaghir es un conjunto de lenguas pertenecientes a las llamadas lenguas paleosiberianas, habladas en Rusia. Las únicas dos lenguas pertenecientes a esta familia que aún se hablan son:
- Yucaguiro septentrional, también llamado yukaghir, jukagir, odul, tundra, tundre o yukagir.
- Yucaguiro meridional, también llamado yukaghir, jukagir, kolym, kolyma, odul, yukagir o yukahir del sur.

No son conocidas relaciones con otras lenguas, aunque se ha sugerido un parentesco con las lenguas urálicas. Todas las lenguas de la familia yukaghir son lenguas amenazadas en peligro de extinción. 

## Parentesco urálico
El parentesco con las lenguas urálicas fue propuesta inicialmente por Collinder (1940). Una de las motivaciones principales para relacionar estas lenguas con el urálico son varias correspondencias en el sistema de casos entre las lenguas yukaghir y el proto-samoyedo:
| Caso           | Proto-Samoyedo | Yukaghir                                                        |
| -------------- | -------------- | --------------------------------------------------------------- |
| locativo       | *-n(V)         | -γa/-qa (nombres, pronombres) -γa-ne/-qa-ne (nombres)           |
| Caso prolativo | *-m-n(V)       | -n (adverbios, postposciones) -γa-n/-qa-n (nombres, pronombres) |
| ablativo       | *-t(V)         | -t (adverbios, postposciones) -γa-t/-qa-t (nombres, pronombres) |
| dativo/lativo  | *-ŋ            | -ń (pronombres) -ŋi-ń(nombres) -de/-ŋu-de (adverbios)           |

## Comparación léxica
Los numerales en las dos lenguas yukaghiras modernas son:
| GLOSA | Yukaghir septentrional | Yukaghir meridional | PROTO- YUKAGHIR      |
| ----- | ---------------------- | ------------------- | -------------------- |
| '1'   | mārquoñ                | irkēj               | *māl-, *irk-         |
| '2'   | kijuoñ                 | ataqlōj             | *(w)antəq-           |
| '3'   | jaluoñ                 | jālōj               | *ja-lōɲ              |
| '4'   | jalaklañ               | ileklōj             | *jerpəl’             |
| '5'   | imdaldʲañ              | ñəɣanbōj            | *(w)apjə-            |
| '6'   | mālajlañ               | mālōj               | *māl-ja-lōɲ 2 x 3    |
| '7'   | puskijañ               | purkījōj            | *pus-kī-lōɲ, *puðe   |
| '8'   | mālajlaklañ            | malɣiləklōj         | *māl-jalək-lōɲ 2 x 4 |
| '9'   | valʲɣarumkuruoñ        | kunirkilʲǯōj        | *10-1                |
| '10'  | kunilʲañ               | kunelʲōj            | *ku(m)nilʲ-(l)ōɲ     |